# François Gagnon
François Gagnon, né le 18 avril 1922 à Cap-Chat et mort le 4 mai 2017, est un ancien député unioniste à l'Assemblée nationale du Québec. Il a été maire de Cap-Chat de 1976 à 1977 et de 1981 à 1985. 
Il a été élu député à l'élection de 1962 et réélu en 1966 et en 1970.

## Biographie
Né à Cap-Chat, le 18 avril 1922, fils d'Hector Gagnon, agriculteur, et d'Alice Roy.
Fit ses études à Cap-Chat. Administrateur et propriétaire d'une ferme à Cap-Chat. Secrétaire-trésorier de la corporation municipale de la paroisse Saint-Norbert-du-Cap-Chat de 1948 à 1961. Vérificateur des livres des corporations scolaires et municipales de la province de Québec en 1950. Secrétaire-trésorier de la commission scolaire de Cap-Chat de 1951 à 1962. Secrétaire-trésorier de la corporation municipale du village de Cap-Chat de 1954 à 1966. Agent de la succursale de la Banque canadienne nationale à Cap-Chat de 1957 à 1975. Fut directeur de l'Électricité municipale de Cap-Chat à Sainte-Anne-des-Monts.
Élu député de l'Union nationale dans Gaspé-Nord en 1962. Réélu en 1966. Adjoint parlementaire du ministre du Tourisme, de la Chasse et de la Pêche du 30 novembre 1966 au 23 décembre 1969. Ministre d'État aux Travaux publics dans le cabinet Bertrand du 23 décembre 1969 au 12 mai 1970. Assuma également la fonction de ministre d'État à l'Industrie et au Commerce, division des Pêcheries. Réélu en 1970. Ne s'est pas représenté en 1973. Maire de Cap-Chat en 1976 et 1977.
Secrétaire-gérant de la ville de Cap-Chat en 1977 et 1978. Directeur du bureau Caritas-Gaspé et administrateur du Centre d'accueil de Cap-Chat. Président du comité Action-citoyens de cette municipalité à partir de 1975.